# 义和 (高昌)
义和（614年－619年）是高昌的年號，共6年。
该年号诸史皆无。黄文弼根据一些墓表和吐鲁番出土文书补正。吴震考订：高昌国延和十二年（613年）发生了一场政变。政变者统治高昌后，于次年改元义和。

## 纪年
| 义和 | 元年  | 二年  | 三年  | 四年  | 五年  | 六年  |
| ---- | ----- | ----- | ----- | ----- | ----- | ----- |
| 公元 | 614年 | 615年 | 616年 | 617年 | 618年 | 619年 |
| 干支 | 甲戌  | 乙亥  | 丙子  | 丁丑  | 戊寅  | 己卯  |

## 參看
- 中国年号索引
  - 其他使用义和年號的政權
- 同期存在的其他政权年号
  - 大业（605年正月－618年三月）：隋朝政权隋煬帝杨广年号
  - 义宁（617年十一月－618年五月）：隋朝政权隋恭帝杨侑年号
  - 皇泰（618年五月－619年四月）：隋朝政权杨侗年号
  - 大世（614年五月）：隋朝時期劉迦論年号
  - 昌達（615年十二月－619年閏二月）：隋朝時期楚政權朱粲年号
  - 始兴（616年十二月）：隋朝時期操师乞年号
  - 太平（616年十二月－622年十月）：隋朝時期楚政權林士弘年号
  - 丁丑（617年正月－618年十一月）：隋朝時期夏政權窦建德年号
  - 五凤（618年十一月－621年五月）：隋朝時期夏政權窦建德年号
  - 永平（617年二月－618年十二月）：隋朝時期魏政權李密年号
  - 天兴（617年三月－620年四月）：隋朝時期刘武周年号
  - 永隆（618年－628年四月）：隋朝時期梁政權梁師都年号
  - 正平（617年三月－618年七月）：隋朝時期永樂王郭子和年号
  - 秦兴（617年四月－618年十一月）：隋朝時期秦政權薛擧年号
  - 鸣凤（617年四月－618年十一月）：隋朝時期梁政權蕭銑年号
  - 通聖（617年十二月）：隋朝時期曹武徹年号
  - 天壽（618年九月－619年二月）：隋朝時期許政權宇文化及年号
  - 安乐（617年七月－619年五月）：隋朝時期涼政權李軌年号
  - 始兴（618年十二月－624年二月）：隋朝時期燕政權高开道年号
  - 法輪（618年十二月）：隋朝時期齊政權高曇晟年号
  - 开明（619年四月－621年五月）：隋朝時期鄭政權王世充年号
  - 延康（619年九月－620年十二月）：隋朝時期梁政權沈法兴年号
  - 明政（619年九月－621年十一月）：隋朝時期吳政權李子通年号
  - 武德（618年五月－626年十二月）：唐朝政权唐高祖李淵年号
  - 建福（584年－634年）：新羅真平王之年號